# Брусникин, Дмитрий Владимирович
Дми́трий Влади́мирович Брусни́кин (17 ноября 1957, Потсдам, ГДР — 9 августа 2018, Москва, Россия) — советский и российский актёр и режиссёр театра и кино, сценарист, театральный педагог, профессор (с 2006 года); заслуженный артист России (1993), заслуженный деятель искусств России (2009).
Художественный руководитель Экспериментального театрального центра новой драмы «Практика» в Москве (с 3 мая по 9 августа 2018 года).

## Биография
Дмитрий Брусникин родился 17 ноября 1957 года в Потсдаме (ГДР), в семье военнослужащего Владимира Михайловича Брусникина и его жены Александры Дмитриевны. В школьном возрасте Дмитрию пришлось поменять более десяти средних общеобразовательных школ из-за переездов семьи в связи с частой сменой мест службы отца.
В 1974 году поступил в Московский институт электронной техники (МИЭТ) в Зеленограде.
В 1975 году начал работать в народном театре под руководством режиссёра Л. А. Колчановой в Зеленограде.
В 1976 году с двумя молодыми актёрами, окончившими студию при народном театре, отправился в Москву показываться актёру и педагогу Виктору Коршунову.
В 1977 году взял в институте академический отпуск и устроился работать машинистом сцены в Театре-студии киноактёра. В 1978 году подал документы в три театральных вуза Москвы: Щепкинское и Щукинское училища и Школу-студию МХАТ — прошёл конкурс везде, но остановил свой выбор на школе-студии, где курс набирал Олег Ефремов.
Начиная со второго курса Брусникин был занят в спектаклях МХАТа, идущих на Малой сцене театра, первой его ролью стал Александр Ильич Ульянов в спектакле «Путь» (режиссёры В. Саркисов и А. Васильев).
В 1982 году окончил актёрский факультет Школы-студии (института) имени Вл. И. Немировича-Данченко при МХАТе (руководитель курса — Олег Ефремов) и был принят в труппу Московского Художественного театра имени А. П. Чехова.
Преподавательскую деятельность начал в качестве ассистента в Школе-студии МХАТ сразу после её окончания:
— С чего началась Ваша преподавательская деятельность?

— Это все от нашего учителя, даже, наверное, от некоторой степени влюбленности в него, может быть, подражательства ему. Когда Олег Николаевич организовывал либо курс, либо театр, то для него это было коллективное действо и он создавал, говоря по Станиславскому, коллектив единомышленников. Поэтому как только он предложил нам после окончания школы-студии МХАТ стать ассистентами у педагогов Андрея Васильевича Мягкова и Аллы Борисовны Покровской, мы конечно с радостью согласились, потому что это было почетно и интересно. И потом мы понимали, что это одно общее дело – подготовка будущих актеров в труппу Художественного театра. Чтобы эти актеры были одной «веры».
С 1993 года являлся преподавателем дисциплины «Актёрское мастерство». В 1999, 2003 и 2007 годах набирал курсы в качестве их руководителя вместе со своим однокурсником Романом Козаком. Выпускниками их первого совместно набранного курса стали Сергей Лазарев, Дарья Мороз, Александра Урсуляк, Екатерина Соломатина, Дарья Калмыкова, Софья Ануфриева.
С 1991 года — член Союза театральных деятелей.
С 1999 по 2003 годы — член Учёного совета Школы-студии МХАТ.
В 2006 году Брусникин стал профессором.
8 сентября 2009 года Дмитрию Брусникину было присвоено почётное звание «Заслуженный деятель искусств Российской Федерации».
29 июня 2015 года был назначен на должность заместителя художественного руководителя Московского драматического театра «Человек».
В 2015 году выпускной курс Школы-студии МХАТ, ещё во время учёбы получивший известность как «Мастерская Дмитрия Брусникина», создал независимый негосударственный театр, сохранив название «Мастерская Брусникина». Существуя с тех пор в тесном сотрудничестве с различными площадками (театр «Практика», Центр им. Всеволода Мейерхольда, Боярские палаты и др.) и режиссёрами (Юрий Квятковский, Максим Диденко и др.). Труппа театра — это выпускники 2015 и 2019 годов Школы-студии МХАТ.
«Он распахивал объятия и говорил: “Дорогой мой человек, как же я давно тебя не видел”, — и надолго прижимал к себе. Студентам клал руку на голову, трепал по волосам. Обнимать — это был его метод, его философия и способ коммуникации. Система улучшения мира и строительства мостов — Брусникин был точкой медитации между театральными традиционалистами и новаторами. Возможно, это удавалось во многом благодаря объятиям». — книга «Человек размером с дом»
3 мая 2018 года Департаментом культуры города Москвы Брусникин был назначен руководителем Экспериментального театрального центра новой драмы «Практика» в Москве. 7 августа 2018 года Департаментом культуры города Москвы был назначен художественным руководителем театра «Практика», а директором театра стал Борис Мездрич.

### Личная жизнь
Жена — Марина Брусникина (в девичестве — Сычёва; род. 9 февраля 1961, Москва), актриса, театральный режиссёр и педагог, заслуженная артистка России (2003), однокурсница Дмитрия по Школе-студии МХАТ (1978—1982). Поженились, будучи студентами, 25 мая 1979 года. Сын — Филипп (род. 21 июня 1983).

### Смерть
9 августа 2018 года Дмитрий Брусникин скончался на 61-м году жизни в Москве.
По сообщению интернет-ресурса «Федеральное агентство новостей» «… последние два месяца Брусникин лечился от сердечной недостаточности в Боткинской больнице. Врачи отмечали положительную динамику в лечении, а пациент чувствовал себя хорошо. Он не брал себе отпуск, считая, что сможет перебороть болезнь, не оставляя работы. Однако накануне состояние Брусникина резко ухудшилось».
Церемония прощания состоялась 13 августа в МХТ имени Чехова. После гражданской панихиды прошло отпевание в храме Софии Премудрости Божией на Софийской набережной, похоронен на Троекуровском кладбище.

## Творчество

### Театральные работы

#### Актёр
Дипломные спектакли
- «Дни Турбиных» по пьесе М. А. Булгакова. Режиссёр: Николай Скорик — Алексей Турбин[13]

МХАТ и МХТ им. А. П. Чехова
- 1982 — «Дни Турбиных» по пьесе М. А. Булгакова. Режиссёр: Николай Скорик — Алексей Турбин
- 1983 — «Бал при свечах» по роману М. А. Булгакова «Мастер и Маргарита». Режиссёр: Владимир Прудкин — Иешуа
- 1984 — «Друзья». Режиссёр: Геннадий Ялович — Максим Горький
- 1985 — «Серебряная свадьба» по пьесе А. Н. Мишарина «В связи с переходом на новую работу». Постановка О. Ефремова — Гей Александр Ильич
- 1990 — «Иванов» по пьесе А. П. Чехова. Постановка О. Ефремова — Иванов (ввод)
- 1991 — «Дядя Ваня» по пьесе А. П. Чехова. Постановка О. Ефремова — Астров (ввод)
- 1994 — «Новый американец» по работам А. Марьямова и С. Довлатова. Режиссёр: Пётр Штейн — Сергей
- 1997 — «Три сестры» по пьесе А. П. Чехова. Постановка О. Ефремова — Андрей Прозоров
- 1998 — «Максимилиан Столпник» по пьесе И. Охлобыстина. Постановка О. Ефремова — Максимилиан Арбузов
- 1999 — «Самое главное» по пьесе Николая Евреинова. Режиссёр: Роман Козак — Директор провинциального театра
- 2002 — «Нули» по пьесе Павла Когоута. Режиссёр: Я. Буриана — хромой брат Милош,
- 2002 — «Священный огонь» по пьесе Сомерсета Моэма. Режиссёр: С. Врагова — майор Ликонда,
- 2005 — «Возвращение» по произведению Андрея Платонова. Режиссёр: Ю. Еремин — Ведущий
- 2006 — «Река с быстрым течением» Владимира Маканина. Режиссёр: Марина Брусникина — Он
- 2009 — «Дворянское гнездо» по роману Ивана Тургенева. Режиссёр: Марина Брусникина — Лемм
- 2011 — «Письмовник» по роману Михаила Шишкина. Режиссёр: Марина Брусникина — Весть и Вестник
- 2014 — «Пьяные» по пьесе Ивана Вырыпаева. Режиссёр: Виктор Рыжаков — Густав
- 2015 — «Иллюзии» по пьесе Ивана Вырыпаева. Режиссёр: Виктор Рыжаков — Альберт
- 2018 — «Солнце всходит» по роману Максима Горького «На дне». Режиссёр: Виктор Рыжаков

Театр Практика
- 2015 — «Black & Simpson». Режиссёры: Казимир Лиске и Иван Вырыпаев — Гектор Блэк
- 2016 — «Чапаев и Пустота» по роману Виктора Пелевина. Режиссёр: Максим Диденко — Тимур Тимурович

#### Режиссёр
Театр-студия «Человек»
- 1988 — «В ожидании Годо» по С. Беккету[13]

Московский Художественный театр имени А. П. Чехова
- 1991 — «Платонов» А. П. Чехова[1]
- 1993 — «Плач в пригоршню» В. П. Гуркина
- 1996 — «Гроза» А. Н. Островского
- 2012 — «Он в Аргентине» Л. С. Петрушевской

#### Мастерская Дмитрия Брусникина
- 2011 — «Это тоже я» (драматург Андрей Стадников)
- 2013 — «Бесы»
- 2016 — «Нация» (совместно с Юрием Квятковским, Ольгой Привольновой и Андреем Стадниковым)
- 2016 — «До и после» (драматург Михаил Дурненков)[27]
- 2017 — «Транссиб» (драматурги Андрей Стадников, Сергей Давыдов, Александра Лебедева, Елена Шабалина)
- 2018 — «Кульминация» (по пьесам А. Букреевой, Ю. Поспеловой, Д. Данилова, К. Стешика, С. Давыдова, Р. Ташимова, О. Михайлова, А. Житковского, А. Иванова и Я. Пулинович)[28]

### Фильмография

#### Актёр

##### Художественные фильмы и телесериалы
- 1984 — Отряд — Сергей Никитин
- 1985 — По зову сердца — Григорий Зернов
- 1986 — Лётное происшествие — Виктор Росанов, инженер авиации
- 1994 — Прохиндиада 2 — игрок в гольф, деловой партнёр
- 1994 — Петербургские тайны — Дмитрий Платонович Шадурский, князь
- 1998 — Чехов и К° (серия № 1 «Святая простота» / серия № 6 «Тапёр» / серия № 10 «Месть женщины») — Александр, сын отца Саввы Жезлова, адвокат / писатель / доктор
- 1999 — Развязка Петербургских тайн — Дмитрий Платонович Шадурский, князь
- 1999 — Д. Д. Д. Досье детектива Дубровского — Александр Неверов, кандидат в президенты РФ, депутат Государственной думы / двойник Неверова
- 2000 — Марш Турецкого (фильм № 2 «Убить ворона») — Евгений Манченко, член правительства
- 2001 — Сыщики (фильм № 3 «Оливковое дерево») — Алексей Гардин
- 2001 — Остановка по требованию 2 — Пётр Волоцкий, капитан корабля
- 2001 — Не покидай меня, любовь — Влад
- 2001 — Гражданин начальник (серии № 6-11, 15) — Степан Петрович Овсов, хирург, друг следователя прокуратуры Павла Пафнутьева
- 2002 — Подмосковная элегия — Андрей Сергеевич Черкасский, отец Ляли и Виктора
- 2003 — Сыщики 2 (фильм № 6 «Тайна осеннего леса») — Александр Григорьевич Стужин
- 2003 — Огнеборцы — Рустамов
- 2003 — Инструктор — Забродов
- 2004 — Место под солнцем — Баринов, депутат
- 2004 — Джек-пот для Золушки — Ярославцев
- 2005 — Сумасбродка — Мирослав Сташевский, друг Ксении
- 2005 — Самая красивая — Георгий Михайлович (Гоша)
- 2006 — Счастье по рецепту — Дмитрий Воронцов, документалист
- 2006 — Рекламная пауза — Хохловский
- 2007 — Любовь на острие ножа — отец журналиста Александра Логинова
- 2007 — 2010 — Закон и порядок: Отдел оперативных расследований (сезоны 1-4) — Анатолий Иванович Седых, полковник, начальник отдела оперативных расследований
- 2008 — Самая красивая 2 — Георгий Михайлович (Гоша)
- 2010 — Застывшие депеши — Алексей Игнатьевич Аргунов, генерал-лейтенант
- 2010 — Русский шоколад — Павел Светлов, бизнесмен
- 2012 — Неравный брак — Султан Бакоев, владелец клуба
- 2013 — Водоворот чужих желаний — Александр Вениаминович Шмидт, ректор института, учёный
- 2014 — Метод Фрейда 2 (серия № 11) — Пётр Петрович Никифоров, прокурор Антарского района, друг Вячеслава Галчанского
- 2016 — Таинственная страсть — Берёзкин, писатель (прототип — Михаил Кузьмич Луконин)
- 2017 — Прорубь — президент
- 2017 — Неравный брак — Султан
- 2017 — Хозяйка гостиницы

##### Телеспектакли
- 1983 — Героини пьес Александра Островского («Гроза» / «Без вины виноватые») — Борис, племянник Савёла Прокофьича Дикого / Нил Стратоныч Дудукин, богатый барин
- 1986 — Путь — Александр Ильич Ульянов, революционер-народоволец, старший брат Владимира Ильича Ульянова (Ленина)
- 1987 — Братишка, люби революцию! — Михаил Строев, прапорщик, артиллерист
- 1991 — Рудольфио — Рудольф

#### Режиссёр
- 1998 — Чехов и К°
- 2001 — Саломея
- 2003 — Сыщики 2
- 2004 — МУР есть МУР
- 2005 — МУР есть МУР 2
- 2005 — МУР есть МУР 3
- 2005 — Самая красивая
- 2006 — Счастье по рецепту
- 2007 — 2010 — Закон и порядок: Отдел оперативных расследований
- 2007 — Оплачено смертью
- 2012 — Бигль
- 2012 — Отдам жену в хорошие руки
- 2013 — Мститель
- 2016 — Ищейка
- 2018 — Ищейка 2
- 2018 — Ищейка 3

#### Сценарист
- 1998 — Чехов и К°

## Признание

### Государственные награды
- 1993 — почётное звание «Заслуженный артист Российской Федерации» — за заслуги в области театрального искусства[5].
- 1998 — Орден Дружбы — за многолетнюю плодотворную деятельность в области театрального искусства и в связи со 100-летием Московского Художественного академического театра[29].
- 2009 — почётное звание «Заслуженный деятель искусств Российской Федерации» — за заслуги в области искусства[6].
- 2018 — Благодарность Президента Российской Федерации — за заслуги в развитии отечественной культуры и искусства, многолетнюю плодотворную деятельность[30]

### Награды субъектов Российской Федерации
- 2015 — лауреат премии города Москвы 2015 года в области литературы и искусства в номинации «Театральное искусство» — «за многолетнюю плодотворную деятельность по подготовке актёров — мастеров сценического искусства»[16][31][32].

### Общественные награды
- 2007 — серебряный памятный знак «Чайка» Московского Художественного театра (МХТ) имени А. П. Чехова в честь 109-й годовщины со дня открытия театра — «за 25 лет служения театру»[33][34].
- 2013 — лауреат премии Олега Табакова — «за возвращение на сцену Художественного театра искусства одного из самых глубоких и оригинальных драматургов современности — Людмилы Петрушевской („Он в Аргентине“)»[1][16].
- 2015 — лауреат премии журнала «Сноб» «Сделано в России — 2015» в номинации «Театр» — «за успехи в образовании и выпуске курса в Школе-студии МХАТ»[1][16].
- 2017 — золотой памятный знак «Чайка» Московского Художественного театра (МХТ) имени А. П. Чехова в честь 119-й годовщины со дня открытия театра — «за 35 лет служения театру»[35].
- 2019 — лауреат (посмертно) Международной премии Станиславского в области театральной педагогики — «за бесценный вклад в развитие русской актерской школы и развитие современного театра, а также воспитание целой плеяды молодых талантливых актеров»[36].

## Память
В октябре 2019 года Международный фестиваль-школа современного искусства «Территория», Московский музей современного искусства (MMOMA) и «Мастерская Брусникина» подготовили специальный проект, посвящённый памяти Брусникина, — выставку «Человек размером с дом» в Образовательном центре MMOMA. Проект также вошёл в программу первого в истории «Фестиваля документального театра имени Дмитрия Брусникина» (BRUSFEST), организованного театром «Практика» и «Мастерской Брусникина». За эту выставку Ксения Перетрухина получила премию «Инновация» в номинации «Куратор года» (выставка «Человек размером с дом» памяти Дмитрия Брусникина, Московский музей современного искусства).